# شبانگاهان
شبانگاهان نام یک آلبوم موسیقی اثر عبدالحسین مختاباد، هنرمند ایرانی است که در سبک سنتی ایرانی تهیه شده و دارای ۸ آهنگ است. این آلبوم در سال ۱۳۷۳ و توسط موسسه‌ی آوای سپهر منتشر گردید. موسیقی این اثر ساخته‌ی فریدون شهبازیان است. 

## شرح آلبوم

### فهرست آهنگ‌ها
قطعه اول این آلبوم که شبانگاهان نام دارد از ترانه های قدیمی حمیرا با نام  به خاطر تو  به آهنگسازی پرویز یاحقی  با تغییراتی  الهام گرفته شده است.موسیقی همهٔ ترانه‌ها توسط فریدون شهبازیان ساخته شده‌است.
| شماره      | نام                             | سراینده       | آهنگساز         | مدت   |
| ---------- | ------------------------------- | ------------- | --------------- | ----- |
| ۱.         | «شبانگاهان»                     | ساعد باقری    | فریدون شهبازیان | ۰۸:۱۴ |
| ۲.         | «ساز و آواز (جور گردون)»        | حافظ شیرازی   | فریدون شهبازیان | ۱۲:۴۹ |
| ۳.         | «فریاد بی‌قراری»                 | سعدی شیرازی   | فریدون شهبازیان | ۰۷:۵۲ |
| ۴.         | «نسیم»                          | حافظ شیرازی   | فریدون شهبازیان | ۰۴:۱۱ |
| ۵.         | «ساز و آواز (ادامه‌ی جور گردون)» | حافظ شیرازی   | فریدون شهبازیان | ۱۱:۱۸ |
| ۶.         | «نسیم (بی‌کلام)»                 |               | فریدون شهبازیان | ۰۲:۴۰ |
| ۷.         | «ساز و آواز (قبله‌ی نماز)»       | روح‌الله خمینی | فریدون شهبازیان | ۰۶:۰۴ |
| ۸.         | «بوی گل»                        | ساعد باقری    | فریدون شهبازیان | ۰۵:۳۰ |
| مجموع مدت: | مجموع مدت:                      | مجموع مدت:    | مجموع مدت:      | ۵۸:۴۲ |